# MTV Base (francuski kanał telewizyjny)
MTV Base France – francuski kanał telewizyjny należący do Viacom International Media Networks Europe.
Kanał uruchomiono 21 grudnia 2007, który był na początku, przez następne 2 tygodnie kanałem odkodowanym. W ofercie kanału znajdowała się muzyka Hip Hop, R&B i Soul w wykonaniu francuskim. W 2013 roku uruchomiono wersję HD kanału. 17 listopada 2015 kanał został zastąpiony przez MTV Hits France oraz BET France.

## Programy
- MTV Base News
- Beats and Lyrics
- Le Top Base
- Hits Base
- Le Top US
- Les 50 meilleurs clips vacances
- French Only
- Les 10 meilleurs clips Français